# Louis Fattal
Pour les articles homonymes, voir Fattal.
Louis Fattal, né le 8 février 1924 à Alexandrie (Égypte) et mort le 11 juin 2011 à Montpellier, est un photographe portraitiste franco-libanais.

## Biographie
Louis Fattal est né à Alexandrie. Il est le petit-fils de Joseph Elian Sarkis.
En 1950, il décide de se rendre à Paris pour se former à la photographie ; il entre à l'École Nationale Supérieure de Cinéma et de Photographie Louis Lumière pour en sortir second de promotion en 1952. Plus tard en 1976, il reviendra en France s'y installer et demeurera dans l'hexagone jusqu'à sa mort en 2011.

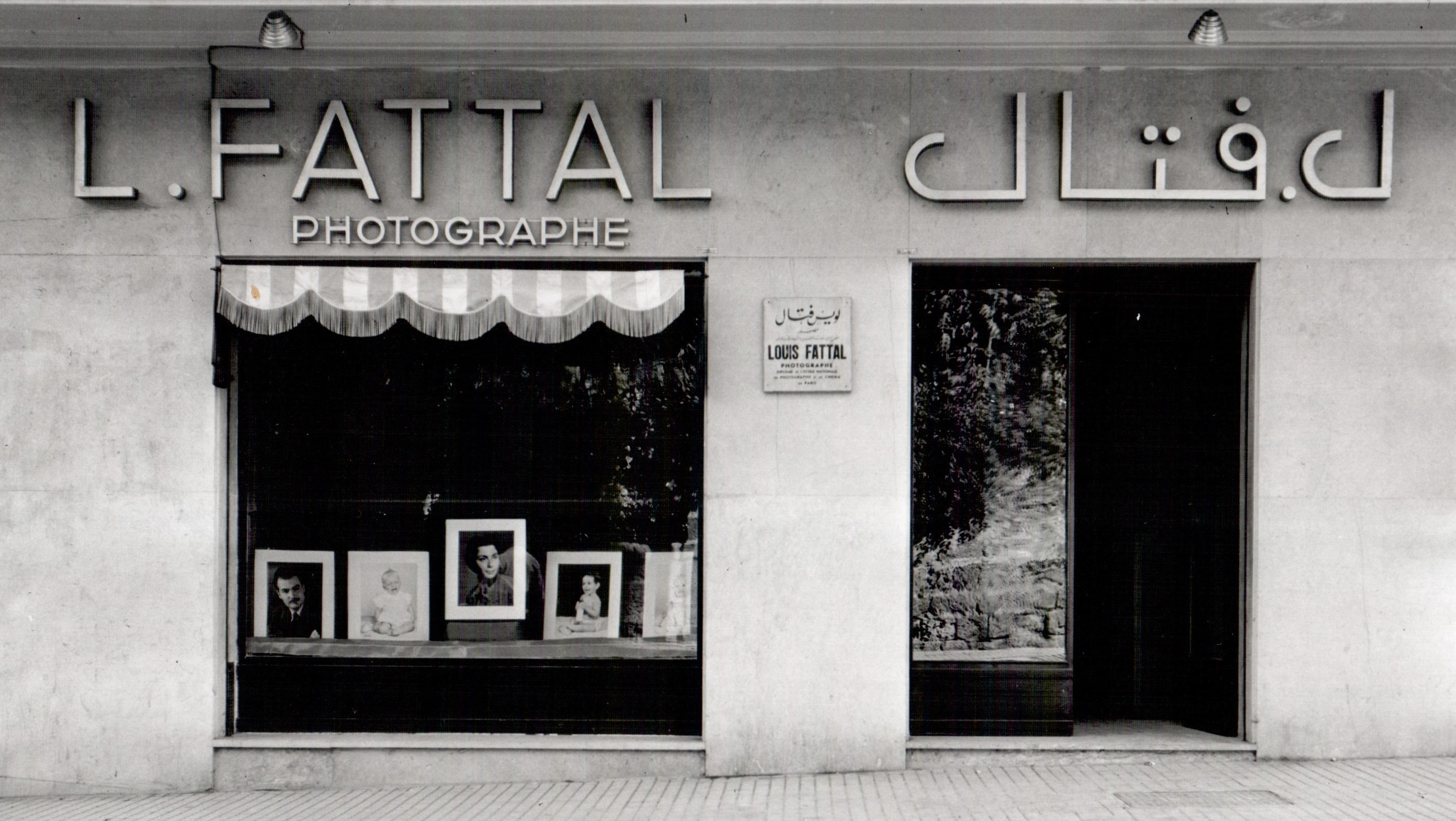
Atelier photographique, 1952-1975

En 1952, l'Orient attire toujours Louis Fattal. Après ses études, il renonce à rester en France et décide de mettre le cap sur le Liban où il établit son atelier de photographie dans le quartier des Arts et Métiers de Beyrouth ; il se lance alors dans le portrait qui devient sa dominante. Sur le chemin du retour, il fait naufrage avec le Champollion et se retrouve à la mer ; il parvient à se rapprocher du rivage, mais il est épuisé ; un homme se jette à l'eau et le récupère.
À Beyrouth, la qualité de ses premières prises de vues le fait vite apprécier d'un public familial, culturel et professionnel, si bien qu'il développe son art dans des domaines variés tout en restant le portraitiste recherché par la bourgeoisie beyrouthine. À travers le temps, il fera les portraits de nombreuses familles en vue, parmi lesquelles des hommes d'affaires, des banquiers, des médecins, des universitaires, leurs épouses et leurs enfants… mais aussi des personnes plus modestes et tout aussi honorables. Il voit passer dans ses ateliers, des personnalités politiques, Gémayel, Solh, Salam, Jisr, Djoumblatt, Yafi, Eddé, Beydoun, Skaff, etc., tous membres de familles qui ont fait l'histoire du Liban. Des acteurs de théâtre comme Wafic Ramadan et Elias Elias font l'objet de très beaux portraits. La liste pourrait être très longue.
En 1958, à la demande du ministre libanais des Affaires étrangères de l'époque, M. Charles Malek, Louis Fattal travaille à un ouvrage sur les églises orthodoxes de la région d'Al-Koura. Dix exemplaires de cette publication sont fabriqués par un montage sur cartons de photographies originales reliées avec le texte. Le livre, dont la reliure est en pleine peau, constitue le cadeau officiel présenté par le gouvernement libanais au Roi de Grèce lors de sa visite officielle au Liban cette même année.

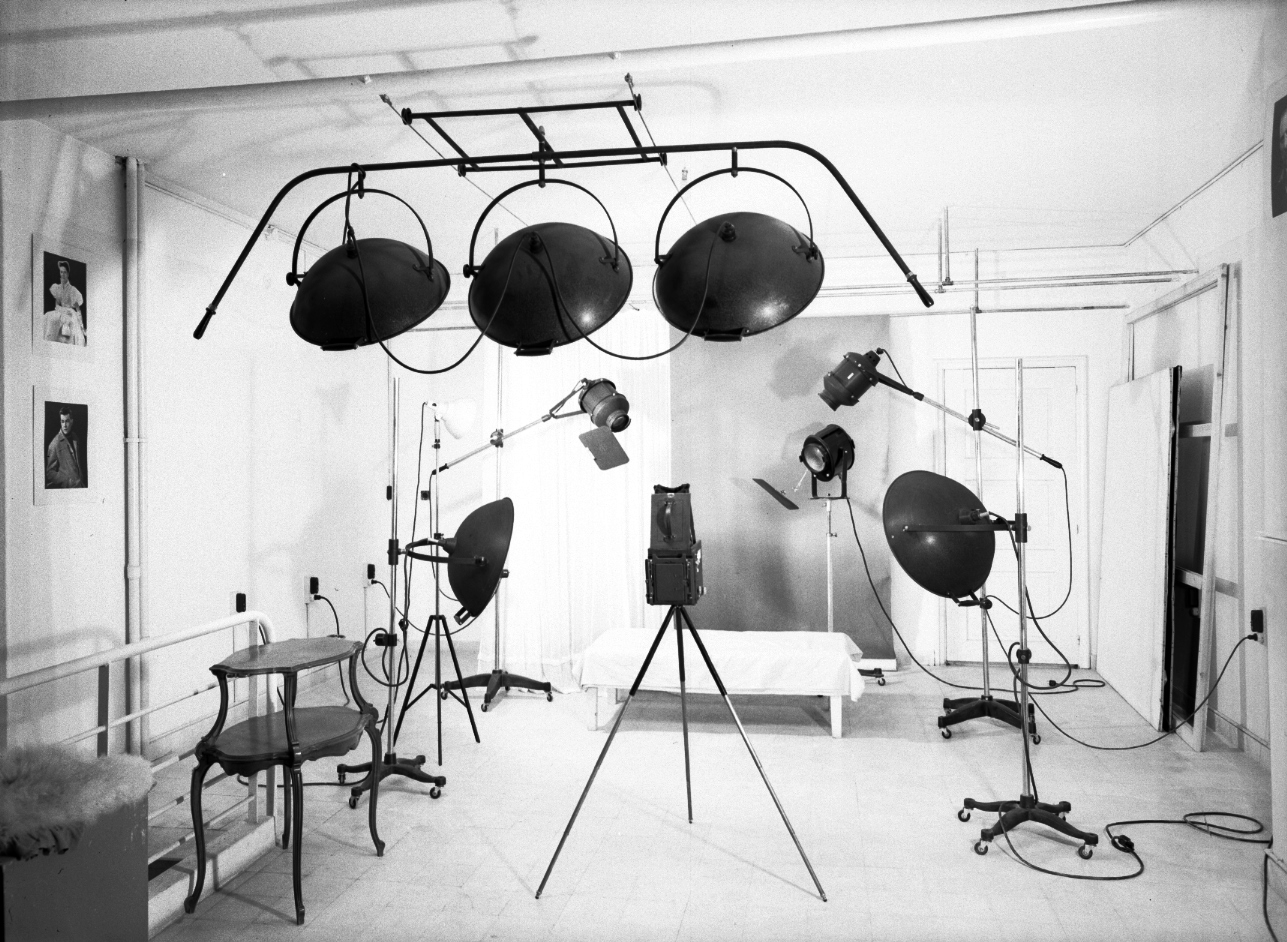
Intérieur du studio photographique de Louis Fattal.

En 1959, retour en France du photographe pour quelques mois de formation à l'École Estienne. Il y apprend les techniques de la photogravure. Son objectif est une bonne maîtrise des arts graphiques pour se mettre à l'imprimerie. Revenu au Liban et sans abandonner la photographie, son art principal, Louis Fattal procède à l'impression de cartes postales sur le Liban, à partir de ses propres prises de vues.
Les éditions Bordas le sollicitent en 1960 et 1961 pour des clichés destinés à des ouvrages de la collection historique Louis Girard ; l'introduction et le chapitre sur la Phénicie de l'Égypte, l'Orient, la Grèce seront illustrés de photographies des Cèdres, Byblos, Nahr el-Kalb, etc. de Louis Fattal, alors que des vues de Baalbeck fleuriront dans un chapitre sur la Rome hellénistique de l'ouvrage Rome et les débuts du Moyen-Âge.
Dans les années qui suivent, il contribue, par ses talents, à la production des catalogues du Festival International de Baalbeck. Il collabore avec Camille Aboussouan qui compte parmi les fondateurs du festival et membre organisateur de celui-ci,. Cette collaboration conduit Louis Fattal à être le précurseur de la diffusion de la gravure ancienne qu'il trouve dans les ouvrages des voyageurs européens avec les dessins de William Henry Bartlett et William Purser, etc. La gravure sur bois ou sur acier du XIXe siècle se répand ainsi en cartes postales, en cartes de vœux, mais aussi sous forme de larges panneaux décoratifs venant agrémenter bureaux et salles de réception.
En 1964, paraît un ouvrage sur le Liban édité par l'Office national du tourisme qui comprend 44 photographies de l'artiste, notamment celles qui forment les pages de garde et des quadrichromies hors texte. Louis Fattal est le principal contributeur aux illustrations du livre.
Cette même année, il lui est demandé de fonder l'imprimerie de la Direction de la Statistique au sein du Ministère du plan. C'est la seule imprimerie qui relève de l’État libanais. Cette mission, Louis Fattal la prend très à cœur puisqu'assez rapidement des presses de cette imprimerie sortiront les annuaires statistiques et plus largement des documents administratifs du ministère. Il n'a toutefois pas cessé son activité principale de photographe qu'il poursuit sur rendez-vous, les après-midi durant.
En 1971, à la demande de l'Institut Allemand d'Études Orientalistes, il prend en photo de nombreux éléments de la Maison Henri Pharaon, devenue aujourd'hui musée privé Robert Mouawad; les 88 planches et les nombreuses figures produites par lui formeront les illustrations de l'ouvrage qui devait en sortir.
Parallèlement à son activité de portraitiste et d'illustrateur d'ouvrages, Louis Fattal sillonne le Liban et, par les clichés qu'il rapporte de ses voyages, bâtit une importante collection de photographies de paysages du Liban qui sera transmise, en 1965, au Ministère du Tourisme libanais pour venir renforcer la photothèque qu'il est en train de créer.
Directeur technique de l'imprimerie du Ministère du Plan, il le restera jusqu'en 1976, année de son départ pour la France où il exercera désormais dans la photogravure ; la photographie devenant alors un violon d'Ingres.

## Expositions
- Les Photographies de Louis Fattal sur les églises d'Al-Koura Liban ont été exposées à la Bibliothèque nationale de Luxembourg en 1995. En France, elles ont été présentées dans la ville du Mans en avril 2013 et dans la chapelle de la Commanderie du Gué-Lian en Sarthe, (France) en août-septembre 2014.